# ان‌جی‌سی ۵۱۸۹
ان‌جی‌سی ۵۱۸۹ (انگلیسی: NGC 5189)  یا سحابی سیاره‌ای مارپیچی یک سحابی سیاره ای در صورت فلکی مگس جنوبی است. این کهکشان در ۱ ژوئیه ۱۸۲۶ توسط جیمز دانلوپ کشف شد.